# 코퍼스 크리스티 아이스레이스
| 코퍼스 크리스티 아이스레이스 | |
| 콘퍼런스                     | 서던 콘퍼런스 (2007년~2010년) |
| 디비전                       | 사우스이스트 디비전 (2001년~2007년)                                                                                               |
| 설립연도                     | 1998년 2001년(CHL 가입) |
| 해체연도                     | 2010년 |
| 역사                         | 코퍼스 크리스티 아이스 레이스 (1998년~2003년) 코퍼스 크리스티 레이스 (2003년~2008년) 코퍼스 크리스티 아이스레이스 (2008년~2010년) |
| 경기장                       | 텍사스주 코퍼스 크리스티 |
| 연고지                       | 아메리칸 뱅크 센터 |
| 상징색                       | 빨강, 검정, 금 |
| 정규시즌 우승                | - |
| 콘퍼런스 우승                | - |
| 디비전 우승                  | - |
| 레이 미론 프레지던트 컵      | - |
| 영구 결번                    | - |

코퍼스 크리스티 아이스레이스(Corpus Christi IceRays)는 미국 텍사스주 코퍼스 크리스티를 연고지로 하는 2001년부터 2010년까지 CHL 소속 아이스 하키팀이 있었다.

## 역대 홈경기장
| 경기장                                              | 사용기간      | 수용인원 | 장소                     | 비고                     |
| --------------------------------------------------- | ------------- | -------- | ------------------------ | ------------------------ |
| 코퍼스 크리스티 아이스레이스/코퍼스 크리스티 레이스 |               |          |                          |                          |
| 메모리얼 콜리시엄                                   | 1998년~2004년 | 3,000명  | 텍사스주 코퍼스 크리스티 | 2010년 6월에 철거되었음. |
| 아메리칸 뱅크 센터                                  | 2004년~2010년 | 10,000명 | 텍사스주 코퍼스 크리스티 | 빈칸                     |